# Liliane Brousse
Pour les articles homonymes, voir Brousse.
Liliane Brousse est une actrice française née à Cannes le 27 septembre 1936.

## Filmographie
- 1958 : Incognito de Patrice Dally
- 1958 : La Bigorne, caporal de France de Robert Darène
- 1958 : Bien joué mesdames (Hoppla, jetzt kommt Eddie) de Werner Klingler : la première fausse sœur Gonzales
- 1959 : Teddy Boys (Serious Charge) de Terence Young
- 1959 : Heures chaudes de Louis Félix : Olivia
- 1960 : Colère froide de André Haguet : Georgina
- 1960 : Monsieur Suzuki de Robert Vernay
- 1961 : Les Amours célèbres de Michel Boisrond : Mme de Montespan
- 1963 : Paranoiac de Freddie Francis : Françoise
- 1963 : Le Maniaque (The Maniac) de Michael Carreras : Annette Beynat